# 福爾曼 (阿肯色州)
福爾曼（英語：Foreman）是一個位於美國阿肯色州利特爾里弗縣的城市。

## 地理
福爾曼的座標為33°43′16″N 94°23′49″W / 33.72111°N 94.39694°W，而該地的平均海拔高度為127米（即417英尺）。

## 人口
根據2020年美國人口普查的數據，福爾曼的面積為5.15平方千米，當中陸地面積為5.13平方千米，而水域面積為0.02平方千米。當地共有人口977人，而人口密度為每平方千米189人。